# Reserva natural de Bolon
La reserva natural de Bolon (en ruso: Болоньский заповедник), también conocida como Bolonsky, es un zapovédnik ruso (reserva natural estricta) situado en el Lejano Oriente ruso. Se encuentra en las tierras bajas del curso medio del río Amur adyacentes al suroeste del lago Bolon. La reserva cubre los humedales de importancia internacional. Un gran número de aves acuáticas migratorias utilizan el área para anidar y hacer escala en sus viajes migratorios. La reserva está situada a medio camino entre la ciudad de Jabárovsk y Komsomolsk del Amur, en el distrito administrativo (raión) de Amursk en el Krai de Jabárovsk. La reserva fue creada el 18 de noviembre de 1997 y cubre un área de más de 100 000 ha (386,1 mi²).
Es parte del Sitio Ramsar del lago Bolon y las desembocaduras de los ríos Selgon y Simmi.

## Topografía

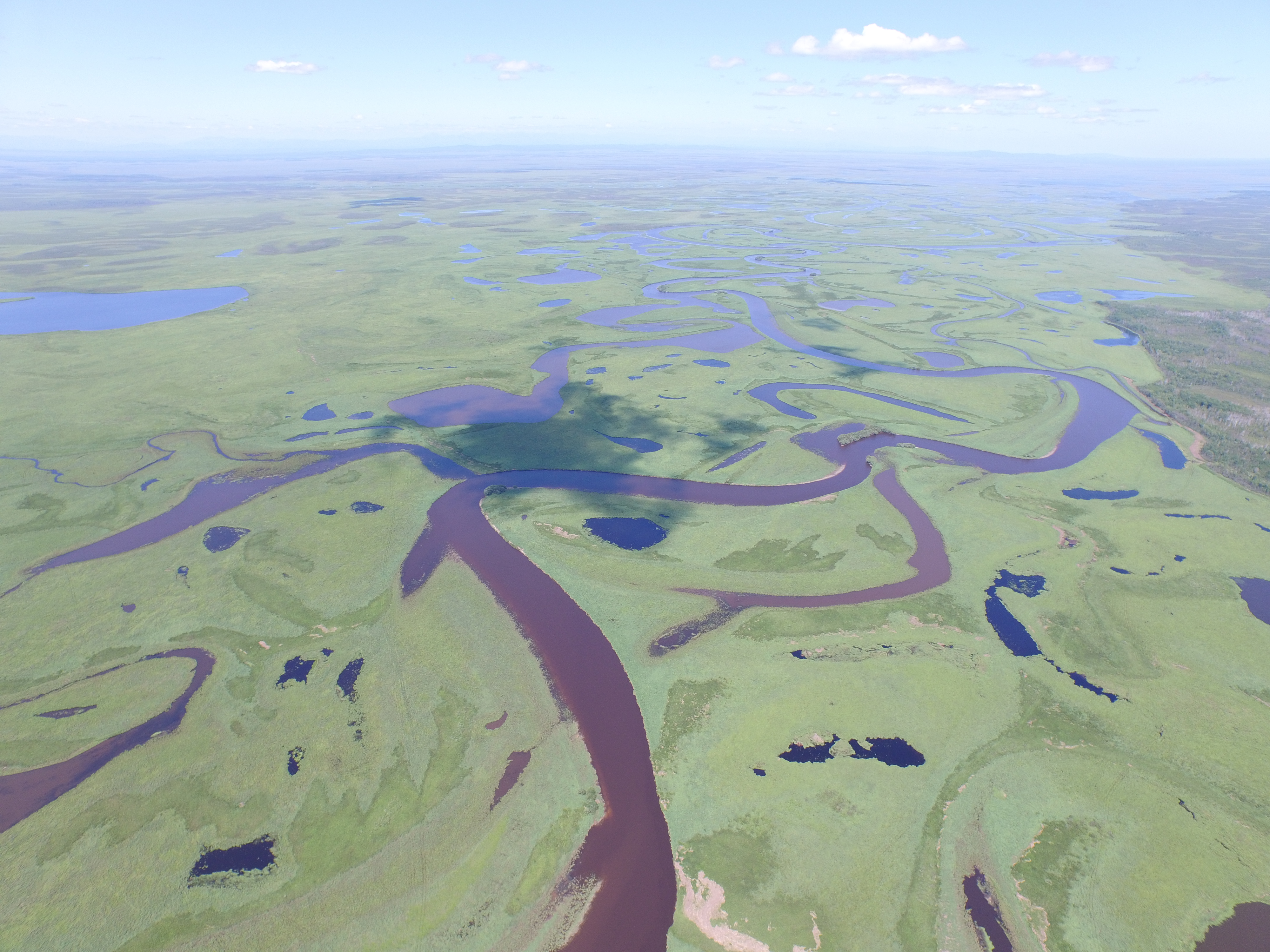
Paisaje típico de la reserva formada por numerosos cursos de agua que serpentean a través de la reserva

La reserva de Bolon cubre 100 000 hectáreas al sur del lago Bolon, un terreno formado, principalmente, por arroyos serpenteantes de los estuarios del río Selgon y el río Simmy que desembocan en el lago. La reserva cubre una parte de la orilla sur del lago. El río Amur corre de suroeste a noreste a unos 50 km de la reserva. El parque nacional de Anyuysky está al otro lado del Amur.

## Ecorregión y clima
La reserva de Bolon se encuentra en la ecorregión de bosques latifoliados y mixtos de Ussuri. Esta ecorregión está centrada alrededor del río Ussuri en la cuenca media del río Amur en la ladera oeste de las montañas Sijoté-Alín. Esta ecorregión se caracteriza por especies mixtas de hoja ancha como el fresno de Manchuria (Fraxinus mandschurica) y el olmo de Manchuria (Ulmus laciniata) en las tierras bajas y los bosques de pino coreano (Pinus koraiensis) y de hoja ancha en las elevaciones medias.
El clima de la reserva es clima continental húmedo, con veranos fríos (clasificación climática de Köppen (Dwb)), con un invierno seco. Este clima se caracteriza por grandes diferencias estacionales de temperatura y un verano cálido (al menos cuatro meses con un promedio de más de 10 °C (50,0 °F), pero ningún mes con un promedio de más de 22 °C (71,6 °F), e inviernos fríos con una precipitación mensual inferior a una décima parte del mes de verano más lluvioso. La precipitación varía según la ubicación, oscilando entre 500 y 1000 mm/año. El verano y el otoño son la temporada de lluvias.

## Flora y fauna

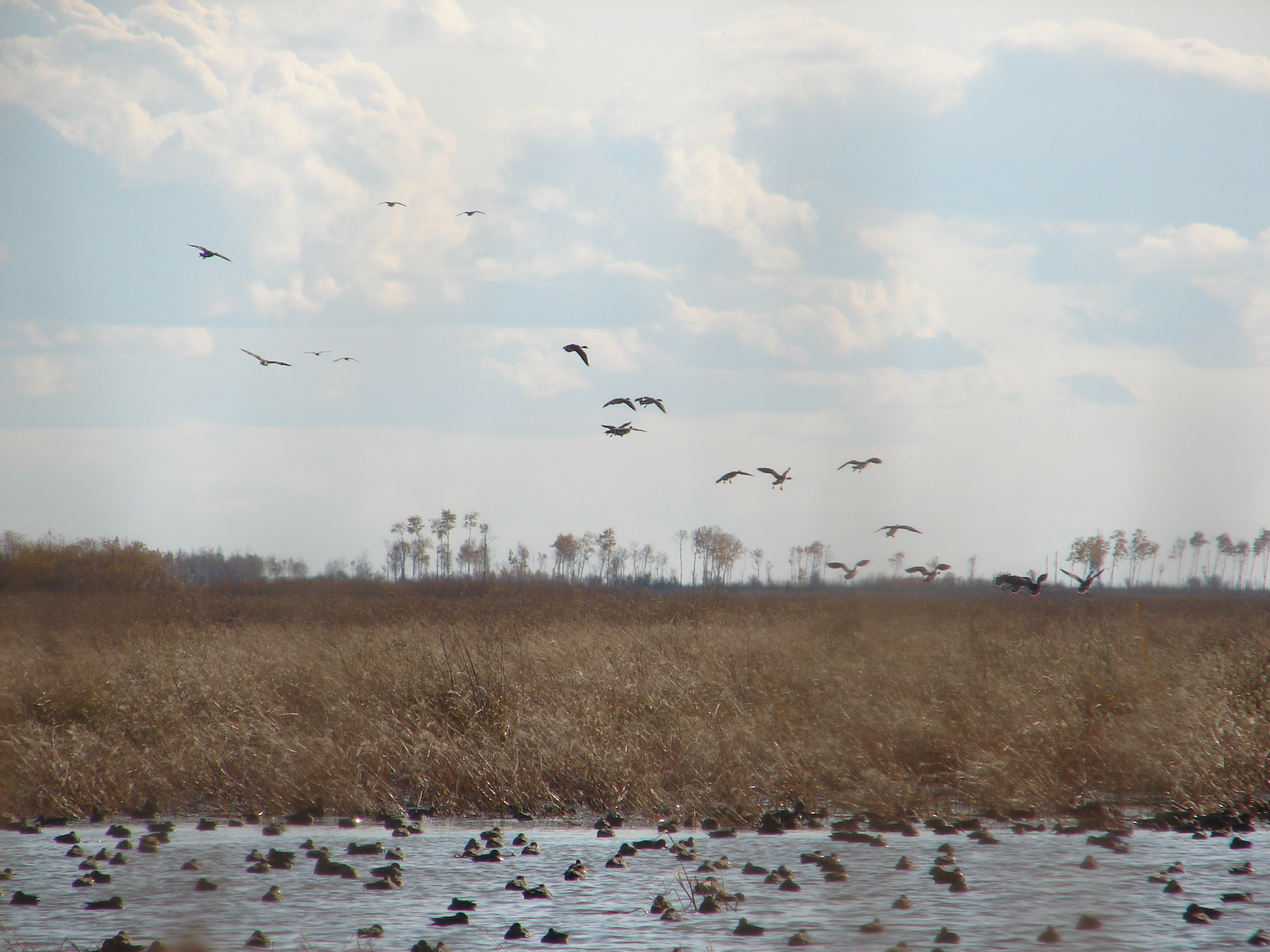
La reserva es hogar de numerosas aves acuáticas

Los pantanos ocupan el 80% del territorio. La flora de la reserva es, por lo tanto, acuática y asociada a los humedales. En las terrazas inferiores hay juncos y hierbas aromáticas. Los prados están formados principalmente por hierba de caña (Calamagrostis) y hierba de caña de plumas (Calamagrostis ×acutiflora). Los científicos de la reserva han registrado 348 especies de plantas vasculares que incluyen 92 familias.
En cuanto a la fauna presente en la reserva, alrededor del lago Bolon en la llanura se encuentran las zonas de alimentación de verano para alces y ciervos; que migran desde las crestas de las montañas cercanas para parir y criar. Otros mamíferos típicos de la reserva son el oso pardo, el tejón y el perro mapache. Las migraciones de primavera y otoño atraen a aproximadamente 1,2 millones de aves a la reserva. Se han registrado más de 200 especies de aves, incluida la cigüeña oriental (Ciconia boyciana), el pigargo de Steller (Haliaeetus pelagicus) y el correlimos cuchareta (Eurynorhynchus pygmeus). La reserva también alberga poblaciones de grulla de Manchuria (Grus japonensis) lo que constituye el extremo norte de su área de distribución.

## Ecoturismo
Como reserva natural estricta, la reserva Erzi  está en su mayor parte cerrada al público en general, aunque los científicos y aquellos con fines de «educación ambiental» pueden hacer arreglos con la administración de la reserva para realizar visitas. Es posible realizar visitas guiadas en la ruta ecológica «Encrucijada de aves» durante los períodos de migración: del 20 de abril al 15 de mayo en primavera y del 15 de septiembre al 20 de octubre en otoño. Las solicitudes deben hacerse por adelantado con el pago de tasas; la ruta se puede concertar para visitarla a pie o en pequeñas embarcaciones. La excursión dura de 6 a 8 horas y hay una plataforma de observación de aves en el lago. La oficina de la reserva está en el pueblo de Dzhuen. Recientemente, la reserva ha abierto un museo etnográfico dedicado al pueblo Hezhen en el pueblo.